# Petőfibánya
Petőfibánya là một thị trấn thuộc hạt Heves, Hungary. Thị trấn này có diện tích 11,11 km², dân số năm 2010 là 2825 người, mật độ 254 người/km².